# Bukovany (Benešovi járás)
Bukovany település Csehországban, a Benešovi járásban. Bukovany Benešov, Týnec nad Sázavou és Poříčí nad Sázavou településekkel határos. Lakosainak száma 819 fő (2024. január 1.).

## Népesség
A település lakosságának változását az alábbi diagram mutatja:
| Lakosok száma | 378  | 436  | 511  | 540  | 564  | 735  | 762  | 765  | 753  | 819  |
|               | 1869 | 1900 | 1921 | 1961 | 1980 | 2011 | 2016 | 2019 | 2021 | 2024 |